# Hòn Bà (eiland)
Hòn Bà is een getijdeneiland van Vietnam in de Zuid-Chinese Zee. Het eiland ligt voor de kust bij Vũng Tàu, behorend tot de provincie Bà Rịa-Vũng Tàu. Het eiland is vooral bekend vanwege een boeddhistische tempel op het eiland. Bij eb is het eiland met een smalle strook verbonden met het vasteland van Vietnam. Behalve de tempel is het eiland onbewoond.